# Jean Dominique Compans
Pour les articles homonymes, voir Compans (homonymie).
Jean Dominique Compans, né le 26 juin 1769 à Salies-du-Salat, mort à Blagnac le 10 novembre 1845, est un général et homme politique français.

## Biographie
Jean Dominique Compans naît le 26 juin 1769 à Salies-du-Salat et est baptisé le lendemain. Il est le fils de Jean Compans, négociant, et de son épouse, Jeanne Lapeyre-Puységur.
Issu d'une famille de notables, il est destiné par ses parents à l'état ecclésiastique. Cependant, il préfère l'« aventure ». En 1789, il se rallie à la Révolution et choisit la carrière militaire.

### Guerres de la Révolution
Volontaire le 2 octobre 1789, il est nommé capitaine à 23 ans, au 3e bataillon de volontaires de la Haute-Garonne, puis soldat de l'an II (1793). Dugommier le nomme en 1793, commandant d'un bataillon d'élite, sous les ordres immédiat d'un certain chef de brigade Lannes qui deviendra maréchal et Duc de Montebello.
Aux armées des Alpes, d'Italie et des Pyrénées-Orientales, il se distingue aux campagnes d’Italie et d'Espagne. Il devient en 1798, chef d'état-major de l'armée d'Italie. À la tête d'un corps de 16 000 hommes, il débloque Coni, prend Fossano et Savigliano, culbute les Autrichiens à l'escalade de la montagne de Settepani, et va s'emparer du retranchement de San Giacomo, lorsqu'il est frappé d'un coup de feu. Il fait également des prodiges de valeur à Murazzo et à la bataille de Montebello. L'armée doit se retirer derrière le Var.
Mais la campagne de Marengo donne à Compans de nouvelles occasions de se distinguer. À la paix de Lunéville, il reçoit le commandement de la province de Coni. En traquant les bandits appelés barbets, il tombe entre leurs mains, mais ils le remettent en liberté en souvenir de l'humanité dont il a fait preuve dans le pays pendant la guerre. Chevalier de la Légion d'honneur, puis commandeur du même ordre, il est promu général de brigade et passe à la Grande armée comme chef d'état-major du IVe corps.

### Guerres napoléoniennes
Grièvement blessé à Austerlitz, il reçoit à la suite de la bataille d'Iéna le grade de général de division le 23 novembre 1806. Il fait la campagne de Prusse et de Pologne, est promu grand officier de la Légion d'honneur le 11 juillet 1807, et est créé comte de l'Empire le 24 juin 1808. Napoléon Ier, qui le regarde avec raison comme l'un des meilleurs généraux français, ne tarde pas à lui donner des témoignages de son estime. Compans continue à s'associer aux exploits de l'Empire, et il n'est guère de bulletins dans lesquels son nom ne soit honorablement cité. Attaché lors de la campagne de Russie (1812) au Ier corps du maréchal Davout, il contribue à la prise de Smolensk, s'empare de la redoute de Chevardino et participe activement à la bataille de la Moskova. Au cours de la campagne d'Allemagne en 1813, il mérite de l'Empereur le titre de « général de bataille du premier mérite ».
Il lutte avec brio à Bautzen, où il empêche les Russes de déborder l'armée française, et à Leipzig où il est criblé de balles et de coups de sabre. Promu grand-croix de l'ordre impérial de la Réunion le 3 avril 1813, Compans se bat à la tête de ses troupes pendant la campagne de France en 1814. Il participe aux batailles de la Fère-Champenoise, de Claye, de Villeparisis et sous les murs de Paris. Il vient ensuite prendre position à la butte de Beauregard, près de Belleville, et y fait tout ce qu'il peut pour retarder la nécessité d'une capitulation. Il arrête pendant cinq jours l'armée alliée entre Sezanne et Meaux.

### Première Restauration et Cent-Jours
Napoléon Ier ayant abdiqué, Louis XVIII le nomme membre de la commission du contentieux de la guerre et est fait chevalier de Saint-Louis et grand cordon de la Légion d'honneur le 14 février 1815. Aux Cent-Jours, il rejoint l'armée impériale et est fait prisonnier à Waterloo.

### Seconde Restauration
Nommé pair de France par le roi le 17 août 1815, il siége parmi les défenseurs des libertés constitutionnelles, mais vote la mort dans le procès du maréchal Ney. Il siége à la chambre haute jusqu'à sa mort, ayant prêté serment à la Monarchie de Juillet. La ville de Salies-du-Salat lui a élevé une statue en 1851, réalisée par Bernard Griffoul-Dorval, et la mairie de Paris a donné son nom, en 1864, à une rue du quartier de Belleville. Il se met au service de la monarchie et se consacre aux devoirs de sa charge de conseiller général. Il est appelé à la Chambre des pairs le 17 août 1818, lieutenant-général des armées du roi et décoré grand-croix de la Légion d'honneur.
Il se retire dans ses châteaux de Blagnac et de Castelbiague pour s'occuper de l'éducation de ses enfants, Napoléon Dominique, filleul de l'empereur, et Louise, nés de son union en 1811, avec Louise-Octavie Lecoq. Auguste Blanqui y fut le précepteur de son fils. Depuis plusieurs années aux prises avec les infirmités, il s'est enseveli dans la retraite, lorsqu'il meurt le 10 novembre 1845 dans son château de Blagnac, à l'âge de 76 ans. Après d'imposantes funérailles, sa dépouille est transportée à Salies-du-Salat (Haute-Garonne), où elle repose dans un tombeau massif situé dans l'allée principale du cimetière. Son nom est inscrit sur le côté Est de l'arc de triomphe de l'Étoile.

### Vie familiale

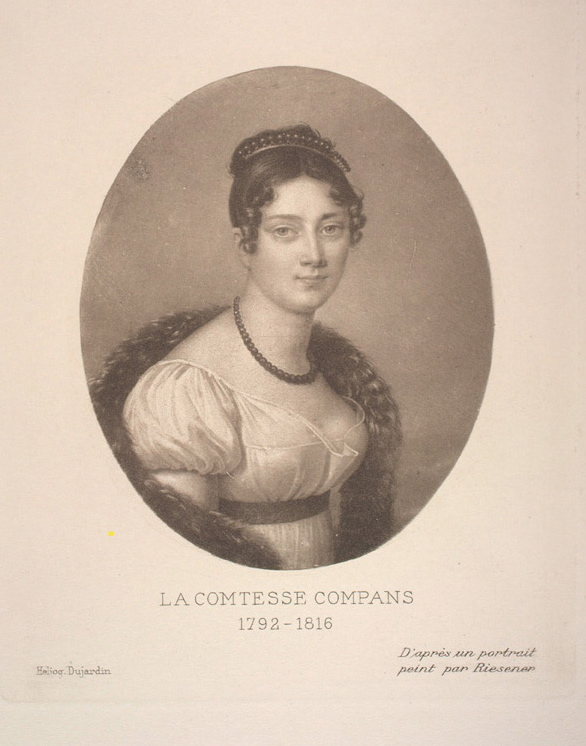
Louise Lecocq, comtesse Compans.

Jean Dominique Compans épouse le 21 mai 1811, à la mairie du 10e arrondissement de Paris, puis le lendemain au château de Chilly, Louise Octavie Lecocq (1792-1816), fille de Louis Joseph Lecocq, secrétaire au Conseil du roi, administrateur de la Compagnie des Indes, et de Marie Claude Darcq, ainsi que belle-sœur du général Ruty. Ensemble, ils eurent :
1. Napoléon Dominique (1813-1847), 2e comte Compans, filleul de l'empereur, sans postérité ;
2. Louise Adolphine Françoise Lucile (1816-1878), mariée le 20 août 1836 (Paris) avec Henri Ternaux (1807-1864), membre du conseil d'escompte de la Banque de France (VIIe siège, à la suite de son père, 1821-1831, date de sa démission), député de Loire-Inférieure (1844-1848), bibliophile, dont postérité.

## État de service

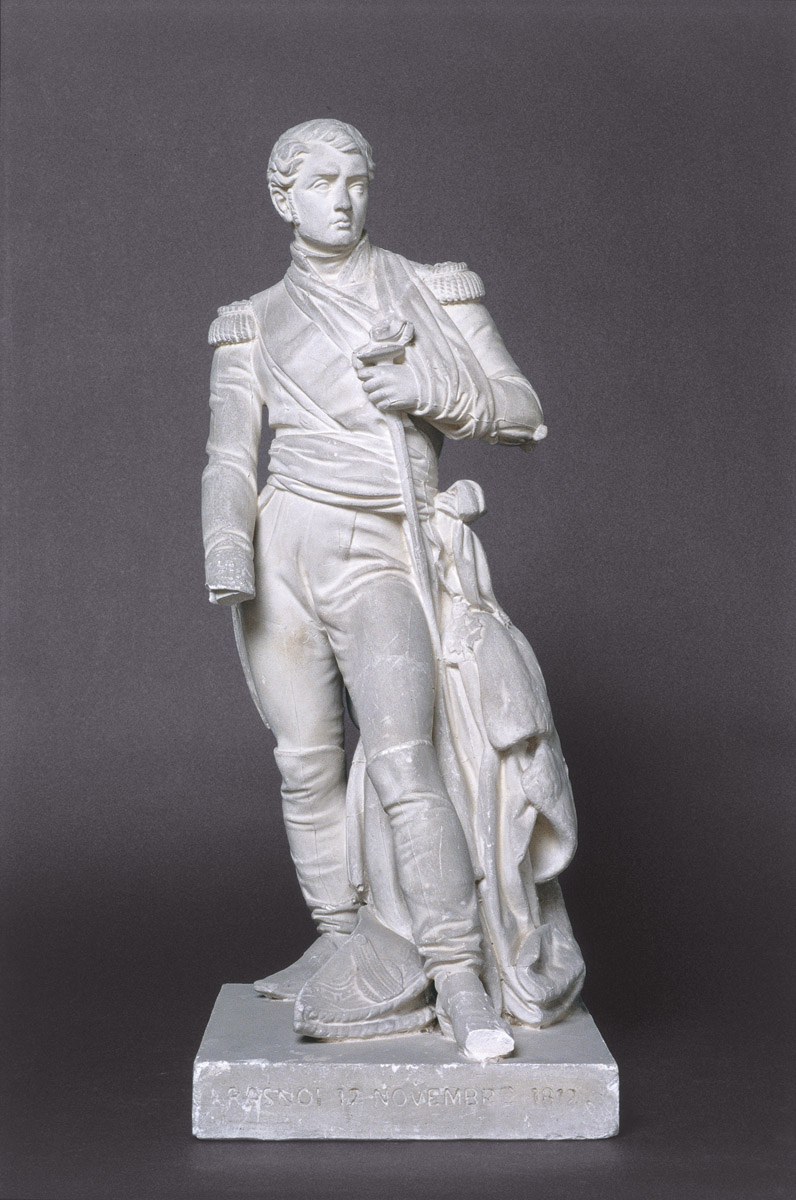
Le général Compans, sculpture de Bernard Griffoul-Dorval conservée au Musée des Augustins de Toulouse sans être exposée.

- Engagé volontaire dans le 3e bataillon de volontaires nationaux du département de la Haute-Garonne, élu capitaine le 2 octobre 1791 ;
- Adjudant-général et chef de bataillon à titre provisoire le 20 novembre 1793 ;
- Chef d'état-major du général Dugommier en 1793 ;
- Commandant d'un bataillon d'élite en 1793 ;
- Employé à l'état-major général de l'armée des Pyrénées orientales (1794-1795) ;
- Adjudant-général chef de brigade le 13 juin 1795 ;
- Chef d'état-major des 10e et 11e divisions militaires sous les ordres du général Lauer (1795), puis du général Châteauneuf-Randon (1796) puis des 9e et 18e divisions militaires (1797) ;
- Chef d'état-major d'une division de l'armée d'Italie sous les ordres du général Grenier du 25 août 1798 au 1er juin 1801 ;
- Chef d'état-major du général Grenier en 1799 ;
- Général de brigade à titre provisoire le 23 juin 1799, confirmé par décret du 19 octobre 1799 ;
- Commandant supérieur des 7e et 8e divisions militaires chargé de la défense des Alpes depuis Genève jusqu'à la mer Méditerranée et de l'organisation des renforts destinés à l'armée d'Italie en 1799 ;
- Commandant chargé de la défense de la Tarentaise en 1799 ;
- Commandant de la province de Coni du 1er juin 1801 au 8 novembre 1803 ;
- Chef d'état-major du Ve corps de la Grande Armée sous le maréchal Lannes du 30 août 1805 au 18 décembre 1805 ;
- Chef d'état-major du IVe corps de la Grande Armée pendant la campagne de 1806 contre la Prusse :
- Général de division le 23 novembre 1806 ;
- Chef d'état-major du Maréchal Davout employé à la Grande armée d'Allemagne en remplacement du général Hervo du 12 octobre 1808 au 4 février 1810 ;
- Commandant de la Grande armée d'Allemagne du 4 février 1809 à février 1811 ;
- Commandant de la 5e division du corps d'observation de l'Elbe du 19 avril 1811 au 15 février 1812 ;
- Commandant du 1er corps d'observation de l'Elbe du 15 février 1812 au 13 février 1813 ;
- Commandant de la 1re division du 2e corps d'observation du Rhin du 13 février 1813 au 12 mars 1813 ;
- Commandant de la 1re division du VIe corps de la Grande armée du maréchal duc de Raguse du 12 mars 1813 au 11 novembre 1813 ;
- Commandant d'un corps du 22 mars 1814 au 30 mars 1814 ;
- Lieutenant général du royaume et membre de la Commission du contentieux de guerre, nommé par Charles X de France le 23 avril 1814 ;
- Membre du Conseil de guerre attaché au roi par ordonnance du 6 mai 1814 ;
- Inspecteur-général d'infanterie dans les 9e et 10e divisions militaires le 17 juin 1814 ;
- Rappelé par l'empereur durant les Cent-Jours en qualité de général de division, commandant du 3e corps de l'armée du Midi du 26 mars 1815 au 2 avril 1815 ;
- Admis à la retraite à la Seconde Restauration le 26 juin 1815 ;
- Mis en non-activité à compter du 1er juillet 1815.

## Blessures
1. Il a son cheval tué sous lui au combat de Cantello, en Italie le 4 novembre 1799 ;
2. Atteint d'une balle au cours d'une reconnaissance en avant de San-Giacomo en Italie le 20 avril 1800 ;
3. Blessé à la bataille d'Austerlitz le 2 décembre 1805 ;
4. Reçoit un biscaïen à la bataille de la Moskova le 7 septembre 1812 ;
5. Blessé à l'attaque de Wachau en Saxe le 16 octobre 1813 ;
6. Blessé à la bataille de Leipzig le 19 octobre 1813.

## Décorations
- Ordre de la Légion d'honneur :
  - Commandant de la Légion d'honneur par décret du Premier Consul du 14 juin 1804 ;
  - Grand officier de la Légion d'honneur par décret impérial du 11 juillet 1807 ;
  - Grand-croix de la Légion d'honneur par ordonnance du 14 février 1815 ;
- Ordre impérial de la Réunion :
  - Grand-croix de l'ordre de la Réunion par décret impérial du 3 avril 1813 ;
- Ordre royal et militaire de Saint-Louis :
  - Chevalier de Saint-Louis par ordonnance du 17 juin 1814.

## Titres
- Comte de l'Empire par décret impérial du 1er mars 1808 et par lettres patentes du 24 juin 1808 ;
- Titre confirmé et enregistré à la Cour royale de Paris le 2 mai 1818.

## Hommages, honneurs, mentions

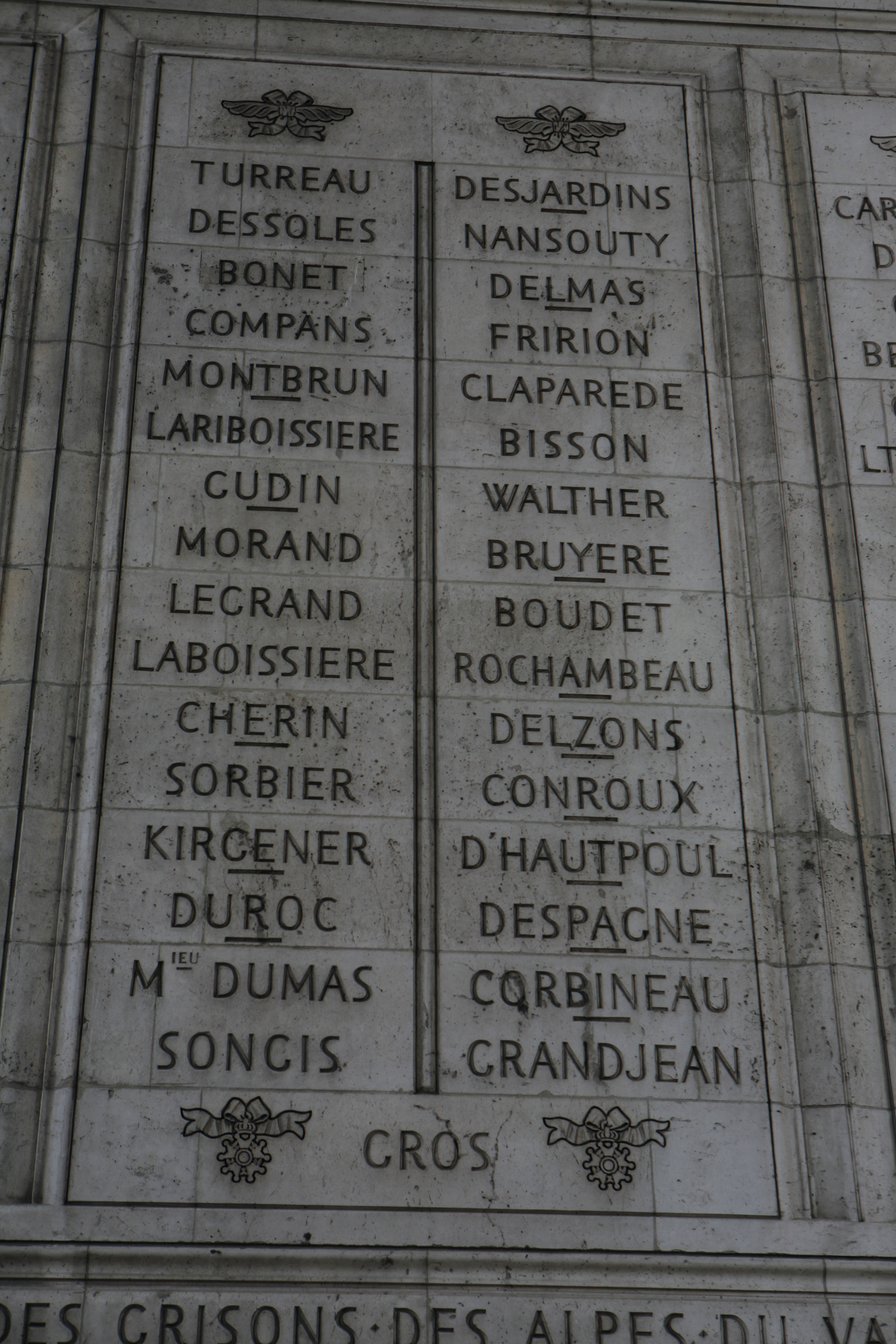
Noms gravés sous l'arc de triomphe de l'Étoile : pilier Est, 15e et 16e colonnes

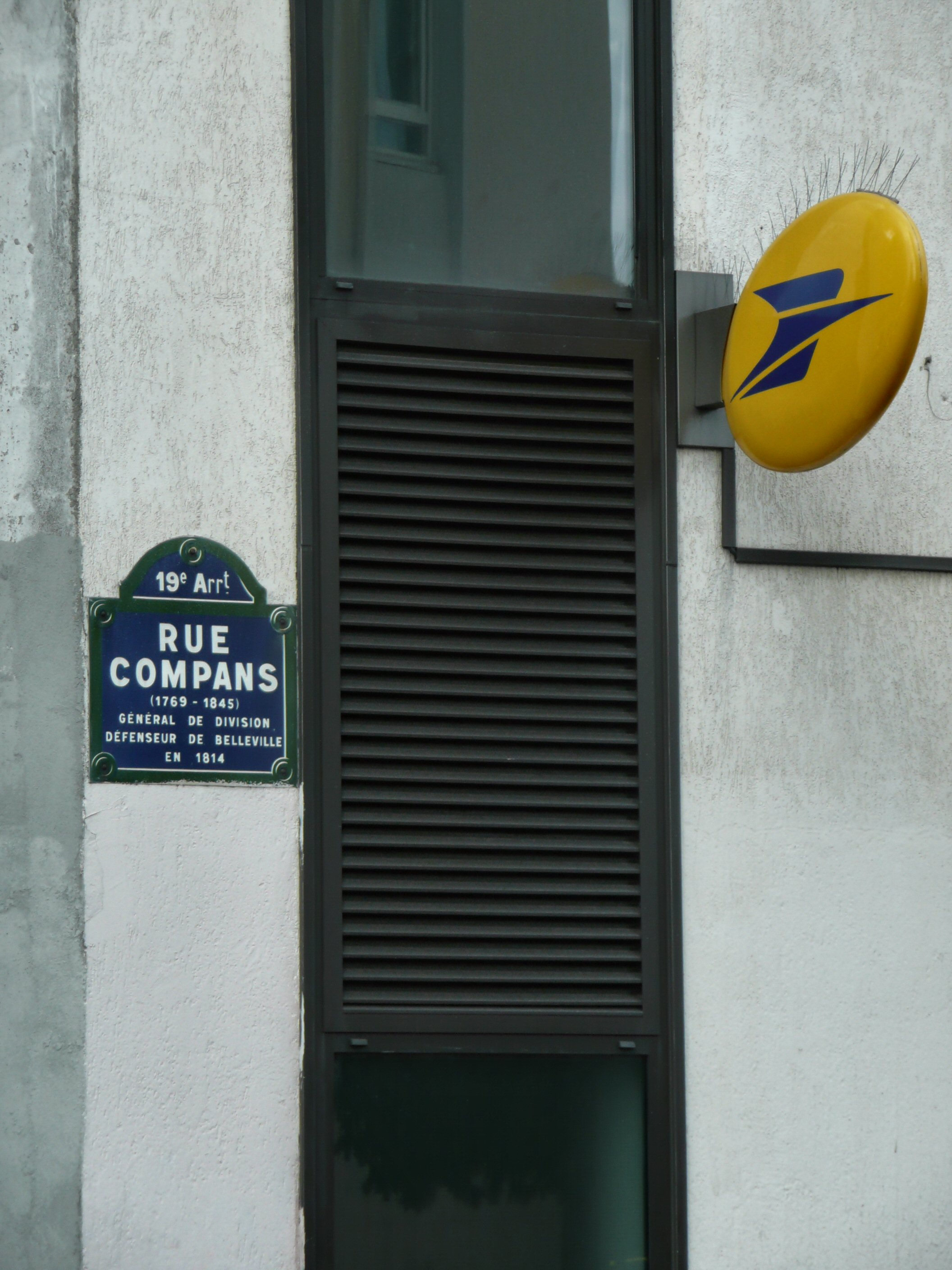
Plaque de rue de la rue Compans à Paris.

- « Un général de bataille de premier mérite... » a dit de lui Napoléon.
- Le nom de COMPANS est gravé au côté Est (15e colonne) de l'arc de triomphe de l'Étoile, à Paris ;
- En 1851, le sculpteur toulousain Bernard Griffoul-Dorval est choisi pour ciseler la statue en marbre blanc, élevée au centre-ville de la commune de Salies-du-Salat (Haute-Garonne) : elle représente Compans, le bras gauche en écharpe, blessé au combat montrant du doigt son chapeau de bataille qu'il a jeté à terre. Il répond avec dédain à l'envoyé de Koutouzov : « Je n'abandonnerai point la position ! Dites à votre général, qu'aucune puissance ne m'arrachera de ce lieu. »
- La rue Compans à Paris 19e arrondissement porte son nom depuis 1864.
- Une rue, un quartier, un centre des affaires et une station de métro, à Toulouse, portent le nom de Compans, associé à celui du général Louis Marie Maximilien de Caffarelli du Falga.
- Une avenue de la commune de Blagnac porte son nom.

## Autres fonctions
- Membre de la Chambre des pairs[5] :
  - Pair de France (17 août 1815) ;
  - Comte Compans et pair de France à titre héréditaire (31 août 1817) par lettres patentes du 20 décembre 1817, sans majorat.
- Conseiller général de Haute-Garonne ;
- Membre cofondateur de la Société royale pour l'aménagement des prisons, créé en juin 1819.

## Possessions
- Le château de Blagnac (Haute-Garonne), et ses dépendances sont achetés par le général Compans, qui s'y installe en 1810.

## Règlement d'armoiries
« Armes sous le Premier Empire : D'argent fretté de six lances d'azur ; au quartier des comtes-militaires de l'Empire brochant.,,, »